# Municipio de Delicias
El municipio de Delicias es uno de los 67 municipios del estado mexicano de Chihuahua, uno de los más jóvenes del estado, situado en el centro de una región agrícola, destaca como la principal cuenca lechera del estado, debido al prestigio que ha alcanzado la producción de alfalfa y otros forrajes con los cuales se alimenta al ganado productor de lácteos. 
Según el Conteo de Población y Vivienda de 2015 realizado por el Instituto Nacional de Estadística y Geografía, la población del Municipio de Delicias es de 148 045 habitantes. Su cabecera es Ciudad Delicias, que junto con Meoqui, es la tercera zona metropolitana del estado.

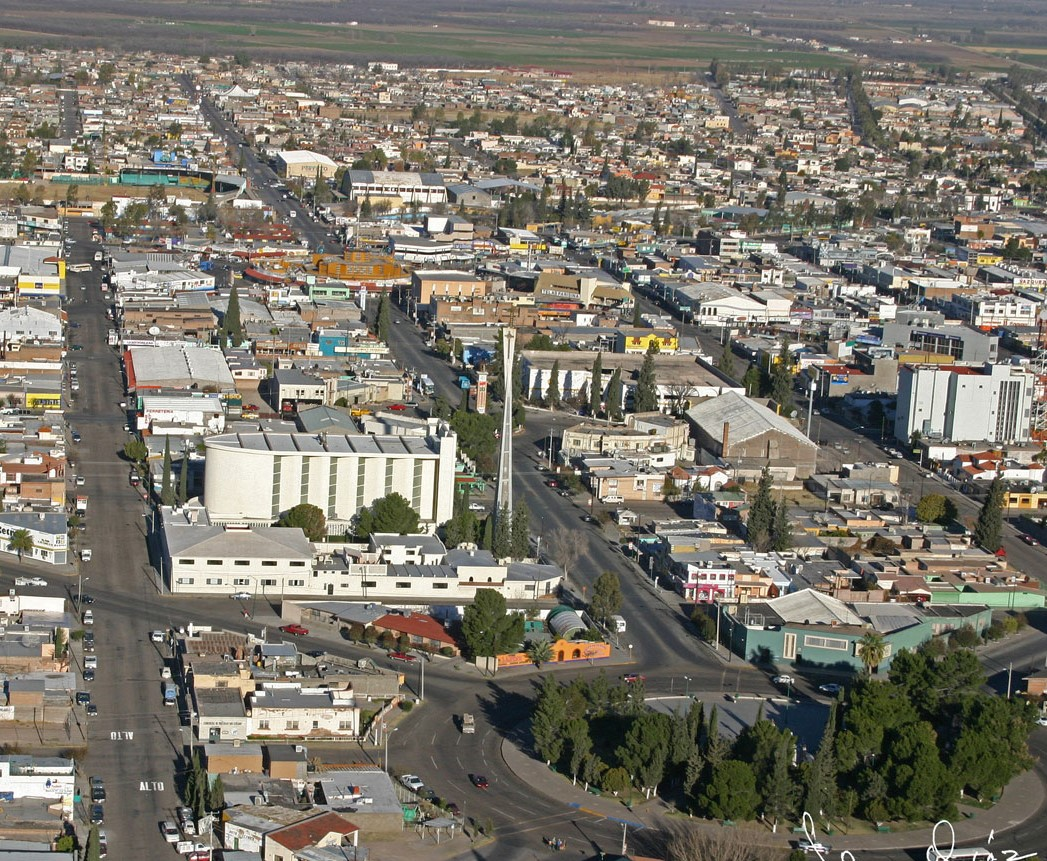
Ave. del Parque.

## Geografía
Delicias es el municipio más pequeño del estado de Chihuahua, teniendo una extensión territorial de 335.43 kilómetros cuadrados, se encuentra en la zona centro del estado, colinda al norte con el municipio de Meoqui y con el municipio de Rosales y al sur con el municipio de Saucillo y también al oeste con el Municipio de Rosales

### Clima y ecosistemas
El clima es extremoso con temperaturas que oscilan entre los 45 °C y los -11 °C.
Es una ciudad con un clima extremoso, mucho calor en el verano y en invierno hace un frío intenso.[cita requerida]

## Demografía

### Localidades
En el censo de 2020 el municipio de Delicias contaba con 325 localidades.
| Código INEGI      | Localidad         | Población (2020) |
| ----------------- | ----------------- | ---------------- |
| 080210001         | Delicias          | 128 548          |
| 080210858         | Revolución        | 6 429            |
| 080210083         | Miguel Hidalgo    | 2 663            |
| 080210609         | Colonia Campesina | 2 517            |
| 080210108         | Nicolás Bravo     | 1 630            |
| 080210371         | Terrazas          | 1 485            |
| 080210002         | Abraham González  | 1 315            |
| Otras localidades | Otras localidades | 5 919            |
| Total municipal   | Total municipal   | 150 506          |

## Política y gobierno

### Representación legislativa
Para la elección de Diputados locales y federal el municipio se encuentra configurado en:
Local:
- Distrito electoral local 19 de Chihuahua con cabecera en Delicias.

Federal:
- Distrito electoral federal 5 de Chihuahua con cabecera en Delicias.[8]

### Presidentes municipales
| Presidente                      | Periodo   | Partido |
| ------------------------------- | --------- | ------- |
| Pantaleón E. Meléndez           | 1944-1946 |         |
| Emiliano J. Laing               | 1947-1949 |         |
| Fernando T. García              | 1950      |         |
| Jaime Medina                    | 1950-1952 |         |
| Ernesto Gómez                   | 1954      |         |
| Agustín Quiñones                | 1954-1955 |         |
| Luis Lara                       | 1956      |         |
| Antonio Gutiérrez               | 1956-1959 |         |
| Carlos G. Muñoz                 | 1959-1962 |         |
| José María Duran                | 1962-1965 |         |
| Agustín Quiñones                | 1965-1968 |         |
| Raúl Félix Chávez               | 1968-1971 |         |
| Homero Chávez Vázquez           | 1971-1974 |         |
| Fernando Baeza Meléndez         | 1974-1976 |         |
| Salvador Montelongo             | 1976-1977 |         |
| Carlos Manuel Carrasco Chacón   | 1977-1980 |         |
| Lorenzo Treviño Santos          | 1980-1983 |         |
| Horacio González de las Casas   | 1983-1986 |         |
| Gabriel Baeza Vitolas           | 1986      |         |
| Jaime Ríos Velasco Grajeda      | 1986-1989 |         |
| Oscar Villalobos Chávez         | 1989-1990 |         |
| Gloria Cervantes                | 1990-1992 |         |
| Rogelio Bejarano                | 1992-1995 |         |
| Rogelio Muñoz                   | 1995-1998 |         |
| Manuel Soltero Delgado          | 1998-2001 |         |
| Héctor Baeza Terrazas           | 2001-2004 |         |
| Guillermo Márquez Lizalde       | 2004-2007 |         |
| Jesús Heberto Villalobos Maynez | 2007-2010 |         |
| Mario Mata Carrasco             | 2010-2013 |         |
| Jaime Beltrán del Río           | 2013-2015 |         |
| Ruben Borunda Mata              | 2015-2016 |         |
| Jaime Beltrán del Río           | 2016      |         |
| Eliseo Compeán Fernández        | 2016-2018 |         |
| Eliseo Compeán Fernández        | 2018-2021 |         |